# Fohlenhaus (Bannwald)
Das Gebiet Fohlenhaus ist ein mit Verordnung vom 22. September 2004 durch die Körperschaftsforstdirektion Tübingen ausgewiesener Bannwald (Schutzgebiet-Nummer 100067) bei Bernstadt im Alb-Donau-Kreis in Baden-Württemberg.

## Lage
Das Schutzgebiet befindet sich auf der Schwäbischen Alb nordöstlich von Bernstadt. Es liegt im Staatswald Langenau im Distrikt XXIV „Englenghäu“, Abteilungen 24 „Fohlenburren“ und 25 „Fohlenhaus“ und umfasst Teile von Flurstück Nr. 2645 der Gemarkung Langenau, Stadt Langenau.
Der Bannwald liegt im Landschaftsschutzgebiet Mittleres Lonetal.

## Vegetation
Im Schonwald kommen laut Waldbiotopkartierung die folgenden Pflanzen vor:
Weiß-Tanne, Feldahorn, Spitzahorn, Berg-Ahorn, Gemeine Schafgarbe, Giersch, Weißes Straußgras, Kriechender Günsel, Bergwiesen-Frauenmantel,
Wiesen-Fuchsschwanz, Buschwindröschen, Echter Wundklee, Quendel-Sandkraut, Gewöhnlicher Glatthafer, Gewöhnliche Haselwurz, Bärenschote,
Wald-Frauenfarn, Tollkirschen, Gewöhnliche Berberitze, Hänge-Birke, Fieder-Zwenke, Wald-Trespe, Land-Reitgras, Pfirsichblättrige Glockenblume,
Acker-Glockenblume, Rundblättrige Glockenblume, Nesselblättrige Glockenblume, Finger-Segge, Blaugrüne Segge, Berg-Segge, Bleiche Segge,
Pillen-Segge, Stachel-Segge, Wald-Segge, Gemeine Hainbuche, Berg-Flockenblume, Quellen-Hornkraut, Alpen-Hexenkraut, Großes Hexenkraut,
Acker-Kratzdistel, Kohldistel, Sumpf-Kratzdistel, Gewöhnliche Kratzdistel, Gemeiner Wirbeldost, Maiglöckchen, Roter Hartriegel, Gemeine Hasel,
Gewöhnliches Knäuelgras, Echter Seidelbast, Rasen-Schmiele, Gewöhnlicher Dornfarn, Breitblättriger Dornfarn, Echter Wurmfarn, Schmalblättriges Weidenröschen,
Berg-Weidenröschen, Kleinblütiges Weidenröschen, Vierkantiges Weidenröschen, Breitblättrige Stendelwurz, Mandelblättrige Wolfsmilch, Zypressen-Wolfsmilch,
Rotbuche, Riesen-Schwingel, Schaf-Schwingel, Verschiedenblättriger Schwingel, Wald-Erdbeere, Faulbaum, Gemeine Esche, Gewöhnliche Goldnessel,
Gemeiner Hohlzahn, Weißes Labkraut, Kletten-Labkraut, Waldmeister, Rundblatt-Labkraut, Wald-Labkraut, Gewöhnlicher Flügelginster,
Ruprechtskraut, Echte Nelkenwurz, Gundermann, Eichenfarn, Wiesen-Bärenklau, Wald-Habichtskraut, Gewöhnlicher Hufeisenklee, Waldgerste,
Behaartes Johanniskraut, Berg-Johanniskraut, Echtes Johanniskraut, Großes Springkraut, Kröten-Binse, Platthalm-Binse, Flatter-Binse,
Berg-Platterbse, Wiesen-Platterbse, Frühlings-Platterbse, Türkenbund, Purgier-Lein, Deutsches Weidelgras, Rote Heckenkirsche, Gewöhnlicher Hornklee,
Weißliche Hainsimse, Vielblütige Hainsimse, Behaarte Hainsimse, Schattenblumen, Hopfenklee, Nickendes Perlgras, Wald-Bingelkraut,
Wald-Flattergras, Dreinervige Nabelmiere, Mauerlattich, Acker-Vergissmeinnicht, Roter Zahntrost, Oregano, Wald-Sauerklee, Einbeere,
Wiesen-Lieschgras, Gemeine Fichte, Große Bibernelle, Breitwegerich, Zusammengedrücktes Rispengras, Hain-Rispengras, Wiesen-Rispengras,
Gewöhnliches Rispengras, Vielblütige Weißwurz, Espe, Blutwurz, Kleine Braunelle, Gewöhnliche Traubenkirsche, Schlehdorn, Gewöhnliche Douglasie,
Dunkles Lungenkraut, Stieleiche, Wald-Hahnenfuß, Kriechender Hahnenfuß, Purgier-Kreuzdorn, Zweifarbige Brombeere, Himbeere, Brombeeren,
Hain-Ampfer, Sal-Weide, Schwarzer Holunder, Roter Holunder, Wald-Sanikel, Knotige Braunwurz, Fuchssches Greiskraut, Wald-Greiskraut,
Gewöhnliche Goldrute, Echte Mehlbeere, Vogelbeere, Aufrechter Ziest, Wald-Ziest, Gras-Sternmiere, Große Sternmiere, Gewöhnliche Vogelmiere,
Straußblütige Wucherblume, Gewöhnlicher Löwenzahn, Winterlinde, Sommerlinde, Gold-Klee, Wiesenklee, Huflattich, Bergulme, Große Brennnessel,
Schmalblättriger Arznei-Baldrian, Schwarze Königskerze, Gamander-Ehrenpreis, Echter Ehrenpreis, Quendel-Ehrenpreis, Zaun-Wicke, Wald-Wicke,
Raues Veilchen, Wunder-Veilchen, Veilchen.

## Schutzzweck
Der Schutzzweck des Bannwalds ist gemäß Schutzgebietsverordnung
- Das Zulassen unbeeinflusster Sukzessionsabläufe auf den Fichten-Sturmwurfflächen von 1990 und den daran angrenzenden Bereichen mit ihren Tier- und Pflanzenarten sowie die wissenschaftliche Beobachtung dieser Entwicklung zu gewährleisten. Dies beinhaltet den Schutz der Lebensräume und -gemeinschaften, die sich in den Gebieten befinden, sich im Verlauf der eigendynamischen Entwicklung der Sukzessionsflächen innerhalb der Schutzgebiete ändern oder durch die eigendynamische Entwicklung entstehen.

## Betreuung
Wissenschaftlich betreut wird der Bannwald durch die Forstliche Versuchs- und Forschungsanstalt Baden-Württemberg (BVA).